# Hadena oliviae
Hadena oliviae är en fjärilsart som beskrevs av Plante 1982. Hadena oliviae ingår i släktet Hadena och familjen nattflyn. Inga underarter finns listade i Catalogue of Life.